# Haarklem
Een haarklem is een klemmetje dat wordt gebruikt om haar op zijn plaats te houden. De klem kan groter zijn en het gehele haar in een keer omvatten, of kleiner en een pluk haar vastzetten.

## Geschiedenis
De haarklem werd in 1989 uitgevonden door Christian Potut. Potut, een Franse fabrikant die in 1986 een fabriek op had gezet met zijn echtgenote Sylviane, maakte plastic voorwerpen in de fabriek, variërend van jojo's tot haarornamenten. Potut maakte al kammen die in het haar geschoven konden worden en haarclips die het haar vastzetten. Op een dag zat hij te denken, schoof zijn vingers in en uit elkaar en besloot beide te combineren tot de haarklem die bewoog zoals hij zijn vingers net had bewogen.
Potut vroeg voor de haarklem in Frankrijk een patent aan en had hier alleenrecht om de klemmen te maken. Hij vroeg echter geen octrooi aan in het buitenland. Hij en zijn vrouw weten dit aan geldgebrek en aan onervarenheid met een dergelijk proces. Desondanks raadden ze in 2022 andere ondernemers aan vooral wél te patenteren. Door hun gebrek aan internationaal patent mochten anderen in het buitenland het ontwerp overnemen en zelf produceren. Toch verkocht de fabriek al snel elke maand honderdduizenden klemmen wereldwijd en kwamen er ruim 50 mensen in dienst. Het kostte Potut 200 uur om een mal voor een nieuwe klem te maken, omdat hij deze eerst moest ontwerpen met een tekening, waarna een eerste model van hars volgde. Hierna moest een mal gemaakt worden van pleister dat weer met een metalen laag bedekt moest worden, waarna de mal gebruikt kon worden om plastic in de gewenste vorm te gieten.
Vooral in de jaren 1990 werd de haarklem enorm populair. Potut weet dit zelf aan de actrices die de klem in series en films in het haar hadden. Actrices zoals Gwyneth Paltrow, Julia Roberts en Jennifer Aniston droegen de klem ook buiten hun werk, hoewel Aniston hem ook geregeld op het scherm droeg, wanneer zij Rachel speelde in Friends. Waarschijnlijk had dit een grote impact, omdat Aniston al eerder had bewezen een haartrend neer te kunnen zetten, met het Rachelkapsel. Ook de kleinere klemmetjes werden veelvuldig door veelal jongere actrices gedragen. Zo waren de klemmetjes te zien bij onder meer Sabrina, the Teenage Witch, Charmed en Lizzie McGuire.
Hoewel de klemmen nooit echt weg waren, waren ze lange tijd wat meer als functioneel artikel om haar uit het gezicht te houden en wat minder als modeartikel in gebruik. Tijdens de Coronapandemie veranderde dit. In 2018 waren de klemmen al op de catwalk te zien, maar tijdens de pandemie braken ze echt door, omdat veel mensen de mode die zij thuis droegen mee naar buiten namen; zij hadden immers vaak geen verplichting meer om zich op werk te laten zien en pasten hier hun kleding op aan. Ook TikTok hielp bij het verspreiden van deze trend. Hier waren filmpjes te zien die uitlegden welk type kapsels met de klemmen gemaakt konden worden. In Nederland ging het account @dehaarclipvanmarieclaire viraal. De foto bij het account maakte duidelijk dat het hier om een haarklem ging. Hierbij werden vrouwen die de haarklemmen droegen gepersifleerd.

## Praktische overwegingen

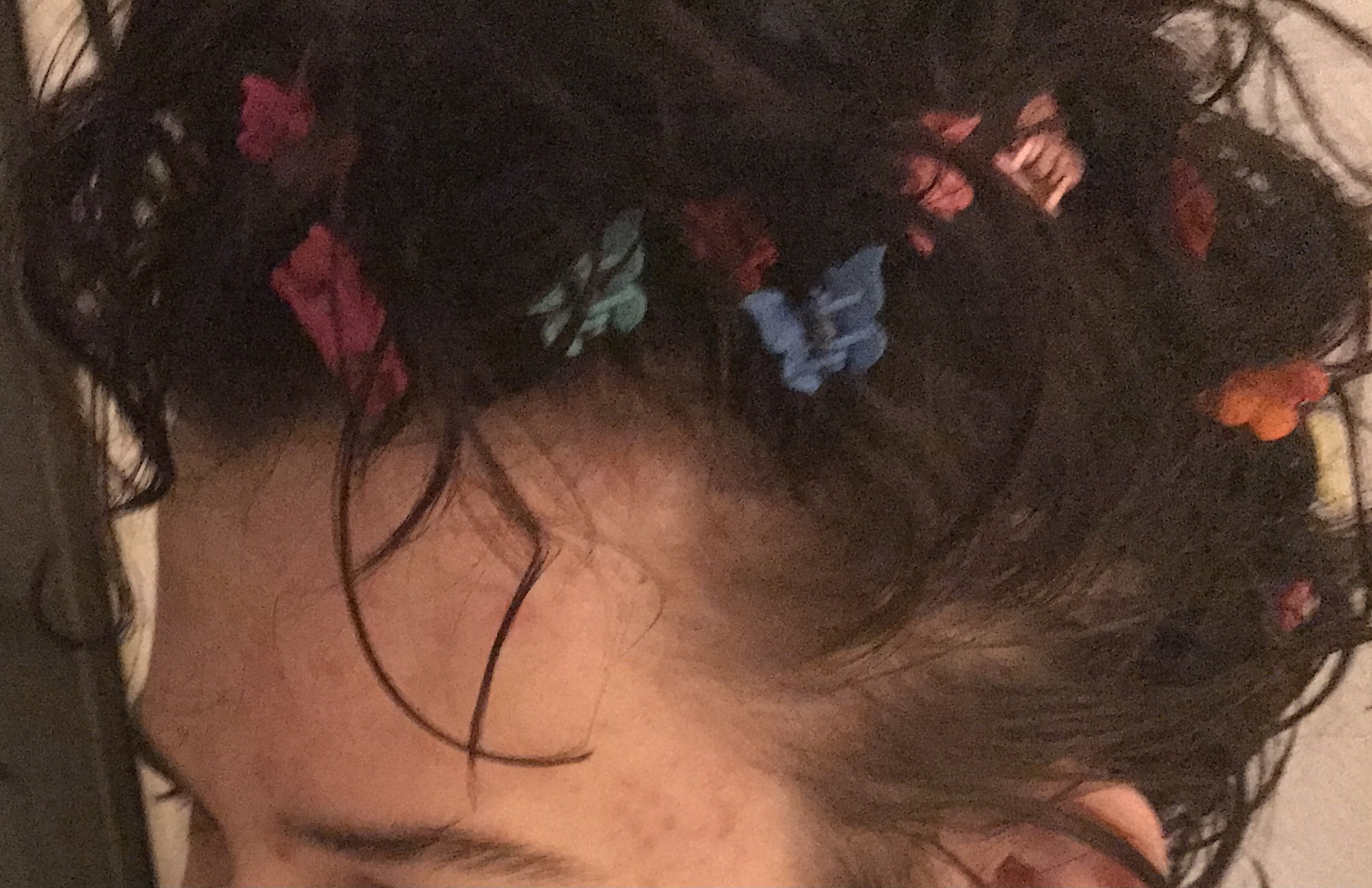
Kleine vlindervormige haarklemmetjes die in de jaren 1990 populair waren.

Er kunnen veel verschillende haarstijlen gemaakt worden met de klem. Zo kan men een chignon maken, of een knot. Het haar kan gedeeltelijk vastgezet worden, waarbij de onderkant losgelaten kan worden. Met de kleinere klemmetjes kunnen twists, waarbij het haar een paar slagen om de eigen as wordt gedraaid, worden vastgezet. De klemmen zijn uniek in dat zij zowel geschikt zijn voor Kaukasisch, Aziatisch en Afro haar. Ze werden dan ook al snel populair in de Verenigde Staten, Japan en verschillende landen in Europa, waarvan Griekenland een belangrijke koploper was. Wanneer het haar erg glad is en de klemmen betrekkelijk weinig grip hebben, is er ook mogelijkheid om voor een meerprijs klemmen gevoerd met rubber te kopen, zodat de haarklem een goede grip heeft op het haar. Dit concept werd bedacht door het haaraccessoiresmerk Zenner.
Een haarklem zit niet lekker wanneer het hoofd tegen iets aan rust, de klem drukt dan enigszins tegen de achterkant van het hoofd. Het is daarnaast ook zeer af te raden de klem in een bewegend voertuig te dragen; er zijn verscheidene voorbeelden van vrouwen die een auto-ongeluk kregen en bij wie de haarklemmen door de huid van hun hoofd heen gingen. Er is daarnaast ook een voorbeeld van een persoon die met blote voeten op een klem is gaan staan en deze in het ziekenhuis moest laten verwijderen.